# Artère thoracique latérale
Pour les articles homonymes, voir Artère thoracique.
L'artère thoracique latérale (ou artère thoracique inférieure ou artère thoracique externe ou artère thoracique longue ou artère thoracique majeure) est une artère inconstante du membre supérieur et du thorax.

## Origine
L'artère thoracique latérale nait du bord antérieur de l'artère axillaire derrière le muscle petit pectoral.

## Trajet
Elle suit le bord inférieur du muscle petit pectoral jusqu'au muscle dentelé antérieur.
Sur son trajet, elle donne des rameaux d’irrigation aux muscle grand pectoral, dentelé antérieur et intercostaux, ainsi qu'à la région mammaire.
Elle s'anastomose avec l'artère thoracique interne, les artères intercostales postérieures, et avec le rameau pectoral de l'artère thoraco-acromiale.
Chez la femme, elle donne l'artère mammaire externe qui contourne le bord libre du muscle grand pectoral et irrigue les seins.